# Ленковский (Зиминский район)
Ленковский (Линковск) — исчезнувший участок, входивший в состав Батаминского муниципального образования Зиминского района Иркутской области.

## Географическое положение
Располагался в 12 километрах от села Батама.

## История
В 1920—1930-е годы односеленье Леньковское, входившее в состав Батаминского сельсовета Зиминского района. Согласно переписи 1926 года, насчитывалось 1 хозяйство, проживало 6 человек (3 мужчины и 3 женщины). В 1940 году насчитывалось около 15 домов, почти все они были пустыми. Предположительно, коренные жители участка разъехались, когда власти пытались организовать колхоз. В опустевших домах поселили семьи ссыльных, которые занимались сбором живицы для зиминского химлесхоза. Работали в основном женщины и подростки, так как главы семей сидели в лагерях. Уезжать с участка в это время было нельзя, за списочным составом населения следил комендант. После окончания Великой Отечественной войны жителям Ленковского выдали паспорта, и многие из них вернулись на свою родину. В этот период в населённом пункте появились новые жители, были открыты магазин, пекарня и клуб. В конце 1940-х сбор живицы прекратился, и жители участка остались без работы. В 1960-х годах Ленковский перестал существовать. На топографической карте Генштаба СССР 1985 года этот населённый пункт отмечен как нежилой.